# Реж
Реж (рус. Реж) град је у Русији у Свердловској области. Налази се 83 км на северо-исток од Jекатеринбурга. Рударско насеље jе основао Сава Jаковљев (Савва Яковлев) 1773. године. У добу СССРа Реж jе имао много великих фабрика (за машинство, за производ никла, хемијска). Реж jе град од 1943.
Данас највеће градско предузеће jе "Сафјановски бакар" ("Сафьяновская медь"), које припада холдингу УГМК. У Режу има фабрика каблова, велика пекара, шивара, каменолом за туцаник, погон за уништавање старих граната и пројектила. Раније у граду биле су смештене три војничке касарне (тренутно нема ни jедне).
Има градски музеj и музеj камена. Режевска општина доста jе позната као извор многе врсте минерала и фосила (цитрин, халцедон, серпентенит и др.)

## Становништво
| 1939. | 1959.  | 1970.  | 1979.  | 1989.  | 2002.  | 2010.  |
| ----- | ------ | ------ | ------ | ------ | ------ | ------ |
| 9.726 | 21.298 | 29.895 | 37.905 | 43.429 | 39.881 | 38.215 |